# 四葉杏果
四葉 杏果 （よつば ももか、1995年5月31日 - ）は、日本のグラビアアイドル。北海道網走市出身。旧芸名は松村 有花（まつむら ゆうか）、四葉 ももか（よつば ももか）。

## 経歴
- 「ロンドンハーツ」出演を目標に網走から上京[5]。養成所に1年間通っているときに原宿の竹下通りでスカウトされた[1]。
- 2014年に松村有花でデビュー[1]。エイトフォースに所属していた[6]。
- 2018年に四葉ももかに改名[7][4]、2019年に四葉杏果に改名[3]。
- 2019年7月、「第2回ミス週刊実話WJガールオーディション」にてグランプリ最優秀賞を受賞[8]。
- 2020年6月1日発売された「週刊プレイボーイNo.24（2020年6月15日号）」にて、「雨宿りしたい次世代下乳番付」で東の小結に選出[9]。

## 人物
- 特技はジグソーパズル、大食い、よく寝ること[7]、編み物、動画の編集[1]。趣味はアニメ、バラエティー鑑賞[7]、マージャン、パチンコ、ゴルフ[1]。
- 音痴、方向音痴、運動音痴と自身を「日本一音痴なグラドル」と称している[10]。
- 自身のセールスポイントをインタビューで、「一度も染めたことのない黒髪と天然のＪカップバスト」と答えている[1]。

## 作品

### DVD
◎=BD同時発売
- 松村有花名義
  - 一番君が好き（2015年11月20日、イーネット・フロンティア）
  - やっぱり君が好き（2018年3月30日、スパイスビジュアル）
- 四葉杏果名義
  - Lucky Clover（2019年2月25日、エアーコントロール）
  - Secret Lover（2019年6月28日、グラッソ）◎
  - 初めての海外旅行inハワイ（2020年3月19日、IDOL VENUS）
  - グラドルと海外旅行in韓国（2021年3月18日、IDOL VENUS）
  - みせてあげる!!（2021年12月17日、スパイスビジュアル）

### 動画配信
- 松村有花名義
  - 『グラビア学園MOVIE 松村有花 1』（2017年9月26日、グラビア学園）
  - 『グラビア学園MOVIE 松村有花 2』（2017年9月26日、グラビア学園）

### VR
- 四葉杏果名義
  - 『apartment Days！ 四葉杏果 act1』（2019年11月1日、ファンタスティカ）
  - 『apartment Days！ 四葉杏果 act2』（2020年1月10日、ファンタスティカ）

## 出版

### 電子書籍
- 松村有花名義
  - 『松村有花　爆乳ワンピ　グラビア学園』（2017年9月5日、グラビア学園）
  - 『松村有花　爆乳メイド純情　グラビア学園』（2017年9月5日、グラビア学園）
  - 『松村有花　柔らか爆乳がこぼれる時　グラビア学園』（2017年9月5日、グラビア学園）
  - 『松村有花　自撮り写真集01　グラビア学園』（2017年9月12日、グラビア学園）
  - 『松村有花　ゆうかコンプリート！！　グラビア学園』（2018年1月31日、グラビア学園）
- 四葉杏果名義
  - 『四葉杏果 写真集「密室グラビア美女 room.05」 (おさんぽカメラ)』（2018年11月13日、おさんぽカメラ、kindleストア独占）
  - 『バスト100cmグラドルサミットB7　爆乳山脈 週刊ポストデジタル写真集』（2020年6月12日、小学館）共演:AKO、桐山瑠衣、ちとせよしの、ももせもも、結城ちか、吉沢さりぃ

## 出演

### テレビ
- 四葉杏果名義
  - 『水着で麻雀ポンチーカン』（2020年2月16日、Pigoo）
  - 『月曜から夜ふかし』（2020年9月7日、日本テレビ）[11]